# Squatina occulta
Squatina occulta — акула з роду Акула-ангел родини Акулоангелові. Інша назва «потайна акуля-янгол».

## Опис
Загальна довжина досягає 1,22 м. Зовнішністю схожа на Squatina guggenheim й Squatina punctata, відрізняючись переважно на молекулярному рівні. Голова широка. Морда округла. Очі маленькі. За ними розташовані великі бризкальця. Рот широкий. зуби дрібні, гострі. У неї 5 пар зябрових щілин. Тулуб сильно сплощений, масивний. Грудні плавці великі, трапецієподібні. Має 2 маленьких спинних плавця у хвостовій частині. Черевні плавці витягнуті, шириною значно поступаються грудним. Анальний плавець відсутній. Хвостовий плавець короткий, нижня лопать його довша за верхню.
Забарвлення коричневе. По голові, спині, грудним плавцям розкидані жовто-білі плямочки з чорною облямівкою.

## Спосіб життя
Тримається на континентальною шельфі. Воліє до піщаних і мулисто-піщаних ґрунтів, де заривається вдень чатуючи на здобич. Вночі підіймається до поверхні. Живиться дрібними костистими рибами, ракоподібними, молюсками.
Статева зрілість у самиць настає у 10 років. Це яйцеживородна акула. Народжені акуленята становлять 6-7 см. Самиця народжує 1 раз у 4-4,5 роки.
Тривалість життя становить 21 рік.

## Розповсюдження
Мешкає від узбережжя штату Еспіріту-Санту (Бразилія) до північної Аргентини.